# Ruth Teitelbaum
Ruth Teitelbaum (1924 – Dallas, 1986) was een van de oorspronkelijke programmeurs van de ENIAC computer.

## Carrière
Teitelbaum, geboren Lichterman, studeerde af in wiskunde aan het Hunter College in New York. Ze werd aangenomen als menselijke computer aan de Moore School of Engineering van de Universiteit van Pennsylvania. Haar werk bestond uit het berekenen van artillerietrajecten met behulp van mechanische tafelrekenmachines.
Later werd Teitelbaum geselecteerd als een van de eerste programmeurs van de ENIAC, de eerste elektronische computer die was ontworpen om dezelfde berekeningen uit te voeren. Ze werkte hier samen met vijf andere vrouwelijke computers: Kathleen Antonelli, Jean Bartik, Betty Holberton, Frances Spence en Marlyn Meltzer.
Teitelbaum maakte samen met Marlyn Meltzer deel uit van een speciaal project van de ENIAC. Hoewel ze een belangrijke rol speelde in de opkomst van computer, kreeg ze maar weinig publieke eer van haar werkzaamheden. Ze reisde samen met de ENIAC naar het Ballistic Research Laboratory in Aberdeen Proving Grounds. Ze verbleef hier nog twee jaar om de volgende groep programmeurs op te leiden.
Teitelbaum overleed in 1986 in Dallas. In 1997 werd ze samen met de vijf andere ENIAC-programmeurs opgenomen in de Women in Technology International Hall of Fame.